# ヴィノード・カンナー
ヴィノード・カンナー（Vinod Khanna、1946年10月6日 - 2017年4月27日）は、インドのヒンディー語映画で活動した俳優、映画プロデューサー、政治家。また、キャリアの絶頂期にオショー・ラジニーシの弟子としてスピリチュアルの道に進むために映画界を引退しており、非常に型破りな人物として知られていた。1968年に俳優デビューして以来、主に助演俳優として多くの映画に出演し、フィルムフェア賞 助演男優賞を2回受賞している。さらに、俳優として大成した後は政界に進出して下院議員を務めたほか、アタル・ビハーリー・ヴァージペーイー政権では閣外大臣（文化・観光大臣、外務大臣）を務めた。2017年に死去し、翌2018年には長年にわたる映画界への貢献を認められ、ダーダーサーヘブ・パールケー賞が贈られた。

## 生涯

### 生い立ち
1946年10月6日、ペシャーワルに暮らすパンジャーブ・ヒンドゥー教徒夫妻（カムラ、クリシャンチャンド・カンナー）の息子として生まれたが、生後間もなくインドとパキスタンが分離したため、カンナー一家はボンベイに移住した。
ヴィノード・カンナーはセント・メアリー校で教育を受け、1957年に家族と共にデリーに移住し、デリー公立学校に転入した。その後、1960年に再びボンベイに移住してナーシク近郊のデーオーラリにあるバーンズ・スクールに転入し、このころに『Solva Saal』『偉大なるムガル帝国』を観賞したことをきっかけに映画に関心を抱くようになった。成長後はシデナム商業経済大学に進学して商学の学位を取得している。

### キャリア

#### 俳優

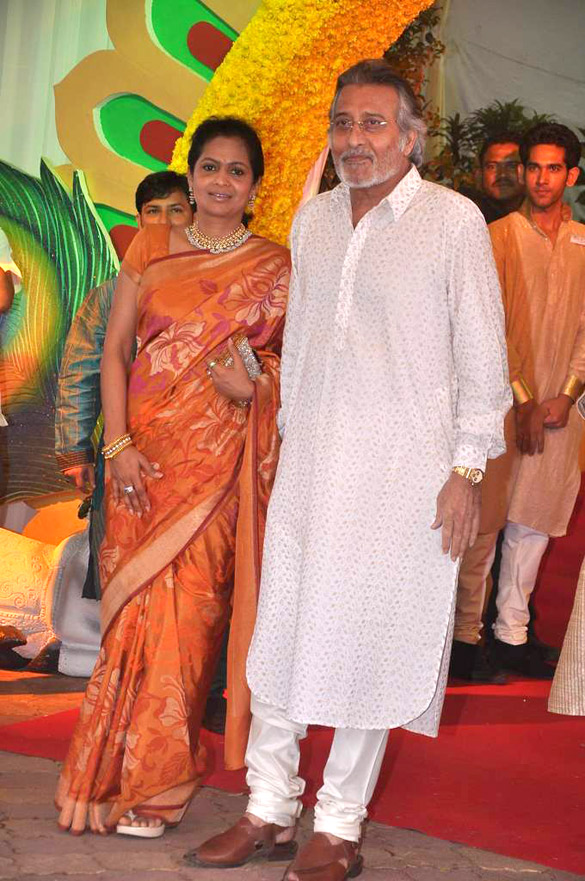
イーシャー・デーオールとバーラト・タクタニの結婚式に出席するヴィノード・カンナー、カヴィタ・ダフタリー夫妻（2012年）

1968年にスニール・ダットがプロデュースした『Man Ka Meet』で俳優デビューし、映画の興行的な成功に伴いヴィノード・カンナーも観客からの注目を集めた。1970年にラージェーシュ・カンナー主演の『Sachaa Jhutha』『Aan Milo Sajna』、マノージュ・クマール主演の『Purab Aur Paschim』に出演した。これらの作品は年間興行成績トップ5入りを果たし、ヴィノード・カンナーがブレイクするきっかけを作った。1971年にグルザールの監督デビュー作『Mere Apne』で初主演を務め、批評家から演技を絶賛されたほか、興行的にも成功を収めた。続いて出演した『Mera Gaon Mera Desh』ではダルメンドラ、アシャ・パレクと共演して悪役の盗賊ジャッバル・シン役を演じて高い評価を受け、映画も興行的な成功を収めた。その後も『Do Yaar』『Achanak』で主演を務め、いずれも興行的な成功を収めている。1974年に『Haath Ki Safai』でランディール・カプール、ヘマ・マリニと共演して興行的な成功を収めたほか、ヴィノード・カンナーはフィルムフェア賞 助演男優賞を受賞してスター俳優の地位を確立した。同作の成功に続き、『Imtihan』『Patthar Aur Payal』『Qaid』でも引き続き興行的な成功を収めている。1974年に、当時インドで物議を醸していたオショー・ラジニーシの講話の音声テープを聞いて興味を持ち、彼のアシュラムに出入りするようになった。
ヴィノード・カンナーのキャリアは1970年代後半に全盛期を迎え、1976年には『Hera Pheri』でアミターブ・バッチャン、サイラー・バーヌ、スラクシャナ・パンディットと共演して興行的な成功を収め、フィルムフェア賞助演男優賞にノミネートされた。続いて出演した『Shankar Shambhu』『Nehle Pe Dehla』でも興行的な成功を収めている。翌1977年はキャリアの中で最も大きな成功を収めた年となり、『Khoon Pasina』ではアミターブ・バッチャン、レーカーと共演し、『Amar Akbar Anthony』ではアミターブ・バッチャン、リシ・カプールと共演した。このうち『Amar Akbar Anthony』は年間興行成績で首位を記録するヒット作となり、ラクシュミカント＝ピャレラールが手掛けたアルバムも人気を集めた。その後も『Aap Ki Khatir』『Shaque』『Hatyara』などのヒット作に出演し、このうち『Shaque』では連続殺人事件の容疑をかけられる男を演じて高い評価を受け、フィルムフェア賞 主演男優賞にノミネートされた。『Parvarish』ではアミターブ・バッチャン、マンモーハン・デサイと共演し、この年に最も高い興行収入を記録した作品の一つとなった。また、日本の『天国と地獄』をリメイクした『Inkaar』にも出演したほか、『Maha Badmaash』『Chor Sipahee』『Adha Din Aadhi Raat』などのヒット作に出演した。1978年は『Main Tulsi Tere Aangan Ki』『Muqaddar Ka Sikandar』で興行的な成功を収め、このうち『Muqaddar Ka Sikandar』はアルバムも人気を集めた。これらに続いて『Khoon Ki Pukaar』『Khoon Ka Badla Khoon』『Daaku Aur Jawan』でも成功を収めている。
1979年は『Sarkari Mehmaan』で成功を収めたものの、続けて出演した『Meera』『Yuvraaj』『Lahu Ke Do Rang』の興行成績は振るわなかった。1980年には『The Burning Train』『Qurbani』という2本の大作映画に出演しており、『The Burning Train』はオープニング成績は好調だったものの最終的な興行成績は平均的な結果に終わったが、後年カルト的な人気を集めている。一方の『Qurbani』は興行的な成功を収め、ヴィノード・カンナーもフィルムフェア賞主演男優賞にノミネートされるなど、彼の演技も高い評価を受けている。また、カリアンジー＝アーナンジーとビッドゥが手掛けたアルバムも人気を集め、特に「Aap Jaisa Koi」「Laila O Laila」「Hum Tumhe Chahte Hain」は音楽チャートでトップを飾るなど高い人気を集めた。1981年には『Kudrat』でラージェーシュ・カンナー、ヘマ・マリニと共演したが、アルバムは1980年代を通して最も高い売上を記録するほどの人気を集めたものの、映画自体は興行的に失敗している。続けて出演した『Jail Yatra』『Khuda Kasam』『Ek Aur Ek Gyarah』の興行成績も同様に振るわなかった。1982年は『Rajput』『Insaan』『Taaqat』『Daulat』で成功を収めたが、同年に母が死去したことにショックを受け、記者会見を行いオショー・ラジニーシの弟子としてスピリチュアルの道に進むため映画界を引退すると発表して「スワーミ・ヴィノード・バールティ」と改名し、教団の移転に付き従いアメリカ合衆国に移住し、5年間俳優業から遠ざかった。
1987年に『Insaaf』で俳優業に復帰し、ディンパル・カパーディヤーと共演した同作は興行的な成功を収めた。彼は復帰後もオショー・ラジニーシへの帰依を止めることはなく、経済的安定のためだけに復帰したと繰り返した。復帰の目途のない引退が映画界でのキャリアに打撃を与える可能性もあったが、その人気は衰えていなかった。1989年には『Suryaa: An Awakening』で成功を収め、シュリデヴィやリシ・カプールと共演した『Chandni』は観客から好評を博して興行的にも成功を収めた。また、シーヴ＝ハリが手掛けたサウンドトラックも人気を集め、同作は国家映画賞 健全な娯楽を提供する大衆映画賞を受賞したほか、ヴィノード・カンナーもフィルムフェア賞助演男優賞にノミネートされている。その後は『Wanted』『ダバング 大胆不敵』『ダバング2』などのヒット作に出演し、父親役を演じて高い評価を得た。晩年はオショー・ラジニーシの伝記映画の製作に取り組んでいた。

#### 政治家
1997年にインド人民党に入党し、1998年インド総選挙でグルダスプル選挙区から出馬して下院議員に当選した。1999年インド総選挙でも同選挙区から出馬して再選し、2002年7月には文化・観光大臣（閣外大臣）、2003年1月には外務大臣（閣外大臣）に任命された。その後、2004年インド総選挙で3選を果たしたものの、2009年インド総選挙では落選している。2014年インド総選挙で再選し、2017年に死去するまで下院議員を務めた。ヴィノード・カンナーは国政選挙で通算4回当選しており、これは政界に転身したボリウッド俳優として歴代最多当選記録となっている。

### 死去
2017年4月2日に重度の脱水症状を起こしてギルガオンのサー・H・N・リライアンス財団病院に搬送されたが、入院中の同月27日午前11時20分に膀胱癌で死去した。遺体は同日中にウォルリ火葬場で荼毘に付された。死去に際し、インド首相ナレンドラ・モディは「ヴィノード・カンナーは人気俳優であり、献身的なリーダーであり、素晴らしい人物でした。私たちは決して彼を忘れないでしょう。彼の死に対して、心から哀悼の意を表します」と声明を発表している。

## 私生活
最初の妻ギータンジャリ・タレイヤルとは大学時代に出会い、1971年に結婚して2人の息子（ラーフル・カンナー、アクシャイ・カンナー）をもうけた。しかし、1975年に神秘主義者オショー・ラジニーシの弟子となり、1980年代に渡米してワスコ郡に教団が建設したインテンショナル・コミュニティのラジニーシプーラムで暮らし始めたが、これが原因でギータンジャリと疎遠になり、1985年に離婚している。その後、1990年にインドに帰国したヴィノード・カンナーは、実業家シャラユ・ダフタリーの娘カヴィタ・ダフタリーと再婚し、彼女との間に1男1女をもうけた。

## 評価

### 人物評
ヴィノード・カンナーは、インド映画史上最も偉大な俳優の一人に挙げられており、演技力と容姿で注目を集めた彼は二枚目俳優として人気を集め、商業映画とアート映画で幅広く活躍した。また、1970年代から1980年代にかけて最も成功した俳優の一人に挙げられ、1977年から1979年にかけて『Box Office India』の「トップ・アクターズ」に3年連続で選出されている。2022年には『アウトルック』の「ボリウッド俳優ベスト75」の一人に選出された。

### 受賞歴

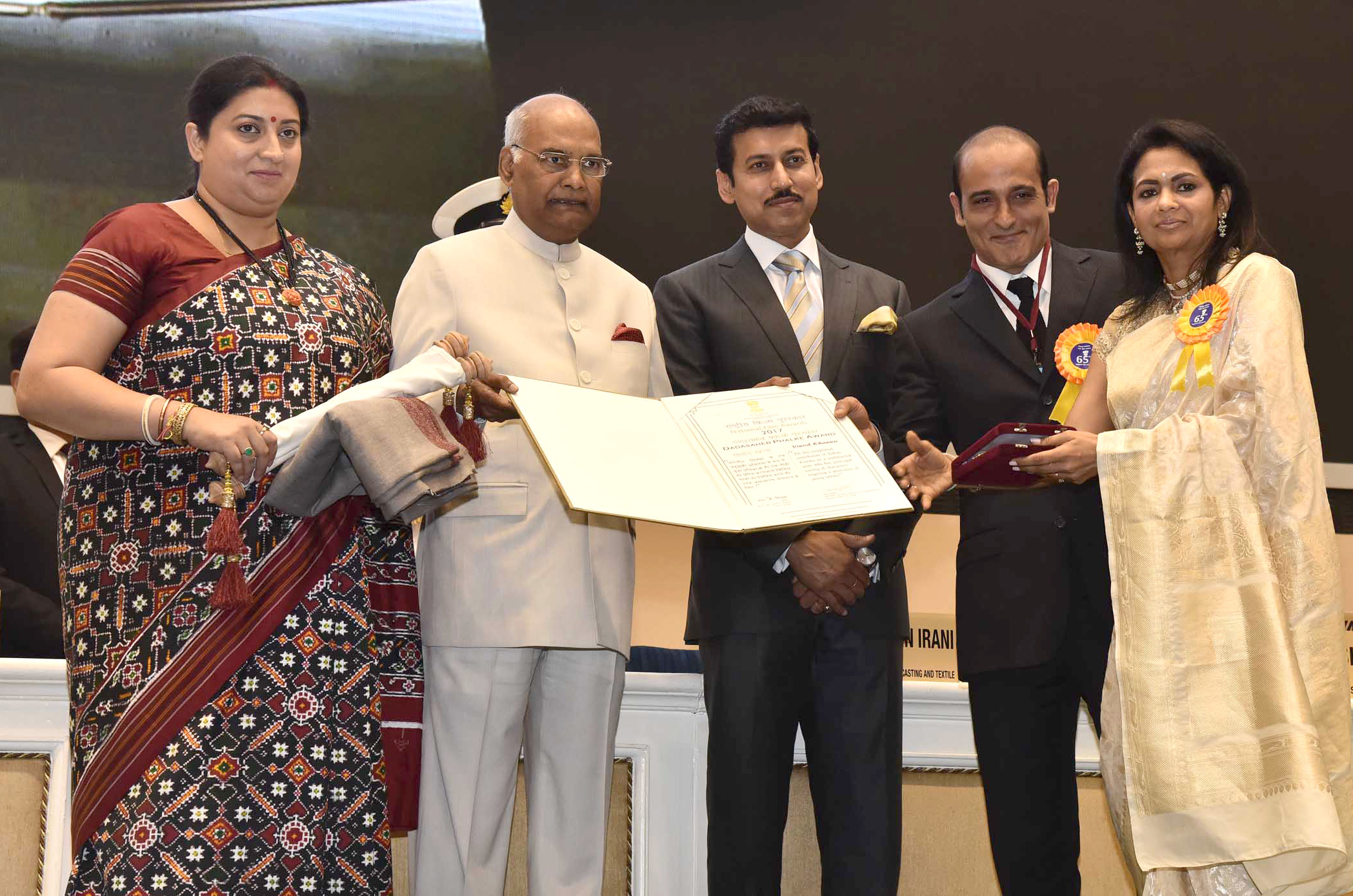
ヴィノード・カンナーの代理人として、インド大統領ラーム・ナート・コーヴィンドからダーダーサーヘブ・パールケー賞を受け取るカヴィタ・ダフタリーとアクシャイ・カンナー（2018年）

| 年                     | 部門                           | 作品                     | 結果       | 出典       |
| 国家映画賞             | 国家映画賞                     | 国家映画賞               | 国家映画賞 | 国家映画賞 |
| ---------------------- | ------------------------------ | ------------------------ | ---------- | ---------- |
| 2018年                 | ダーダーサーヘブ・パールケー賞 | N/A                      | 受賞       | [ 69 ]     |
| フィルムフェア賞       |                                |                          |            |            |
| 1975年                 | 助演男優賞                     | 『Haath Ki Safai』       | 受賞       | [ 70 ]     |
| 1977年                 | 助演男優賞                     | 『Hera Pheri』           | ノミネート | [ 70 ]     |
| 1978年                 | 主演男優賞                     | 『Shaque』               | ノミネート | [ 70 ]     |
| 1979年                 | 助演男優賞                     | 『Muqaddar Ka Sikandar』 | ノミネート | [ 70 ]     |
| 1981年                 | 主演男優賞                     | 『Qurbani』              | ノミネート | [ 70 ]     |
| 1990年                 | 助演男優賞                     | 『Chandni』              | ノミネート | [ 70 ]     |
| 2000年                 | 生涯功労賞                     | N/A                      | 受賞       | [ 71 ]     |
| ジー・シネ・アワード   |                                |                          |            |            |
| 2007年                 | 生涯功労賞                     | N/A                      | 受賞       | [ 72 ]     |
| スターダスト・アワード |                                |                          |            |            |
| 2005年                 | ロールモデル賞                 | N/A                      | 受賞       | [ 73 ]     |
| プネー国際映画祭       |                                |                          |            |            |
| 2014年                 | 生涯功労賞                     | N/A                      | 受賞       | [ 74 ]     |